# Miodówka pąsowa
Miodówka pąsowa (Myzomela sanguinolenta) – gatunek małego ptaka z rodziny miodojadów (Meliphagidae). Zamieszkuje wschodnią Australię. Nie jest zagrożony.

## Systematyka
Gatunek ten został sklasyfikowany przez brytyjskiego ornitologa Johna Lathama w roku 1801. Latham dokonał opisu na podstawie rysunków z końca XVIII wieku, pochodzących ze zbioru nazwanego rysunkami Watlinga od nazwiska głównego ilustratora. Na podstawie trzech rysunków przedstawiających różne osobniki obu płci Latham, nie zdając sobie sprawy, że to przedstawiciele tego samego gatunku, opisał trzy gatunki, które nazwał Certhia sanguinolenta, Certhia dibapha i Certhia erythropygia. John Gould w 1843 roku jako pierwszy doszedł do wniosku, że te trzy taksony reprezentują ten sam gatunek. Nazwał go Myzomela sanguinolenta, zaliczając go tym samym do rodzaju Myzomela, a pozostałe nazwy uznał za synonimy.
Nie wyróżnia się podgatunków. Niektórzy autorzy za podgatunek miodówki pąsowej uznawali miodówkę nowokaledońską (Myzomela caledonica).

## Morfologia
Długość ciała: 9–11 cm; masa ciała: średnio 8 g. 
Samce są jaskrawoczerwone (głowa, piersi i grzbiet) z czarnymi skrzydłami i ogonem, brzuch oraz obrzeża skrzydeł są białe. Upierzenie samic jest jasnobrązowe z białawym brzuchem.

## Ekologia i zachowanie
Żyje w otwartych lasach i zadrzewieniach z rzadkim podszytem, szczególnie wokół terenów podmokłych, czasami w lasach deszczowych. Spotykany także na obszarach miejskich w kwitnącej roślinności przy ulicach, w parkach i ogrodach.
Głównym pożywieniem miodówki pąsowej jest nektar, zjada także owoce i owady.
Gatunek wyprowadza 1–2 lęgi w roku. Gniazda miodówki pąsowej zbudowane są z kawałków kory drzew przeplecionych pajęczą siecią. Najczęściej wite są na znacznej wysokości, w koronach drzew. W zniesieniu zwykle 2 jaja, ich wysiadywaniem zajmuje się wyłącznie samica przez około 12 dni. Oboje rodzice karmią pisklęta, młode są w pełni opierzone po około 12 dniach od wyklucia.

## Status
IUCN uznaje miodówkę pąsową za gatunek najmniejszej troski (LC, Least Concern) nieprzerwanie od 1988 roku. Liczebność populacji nie została oszacowana, ale ptak ten opisywany jest jako pospolity. Trend liczebności populacji uznawany jest za stabilny.